# Narcotráfico en Venezuela

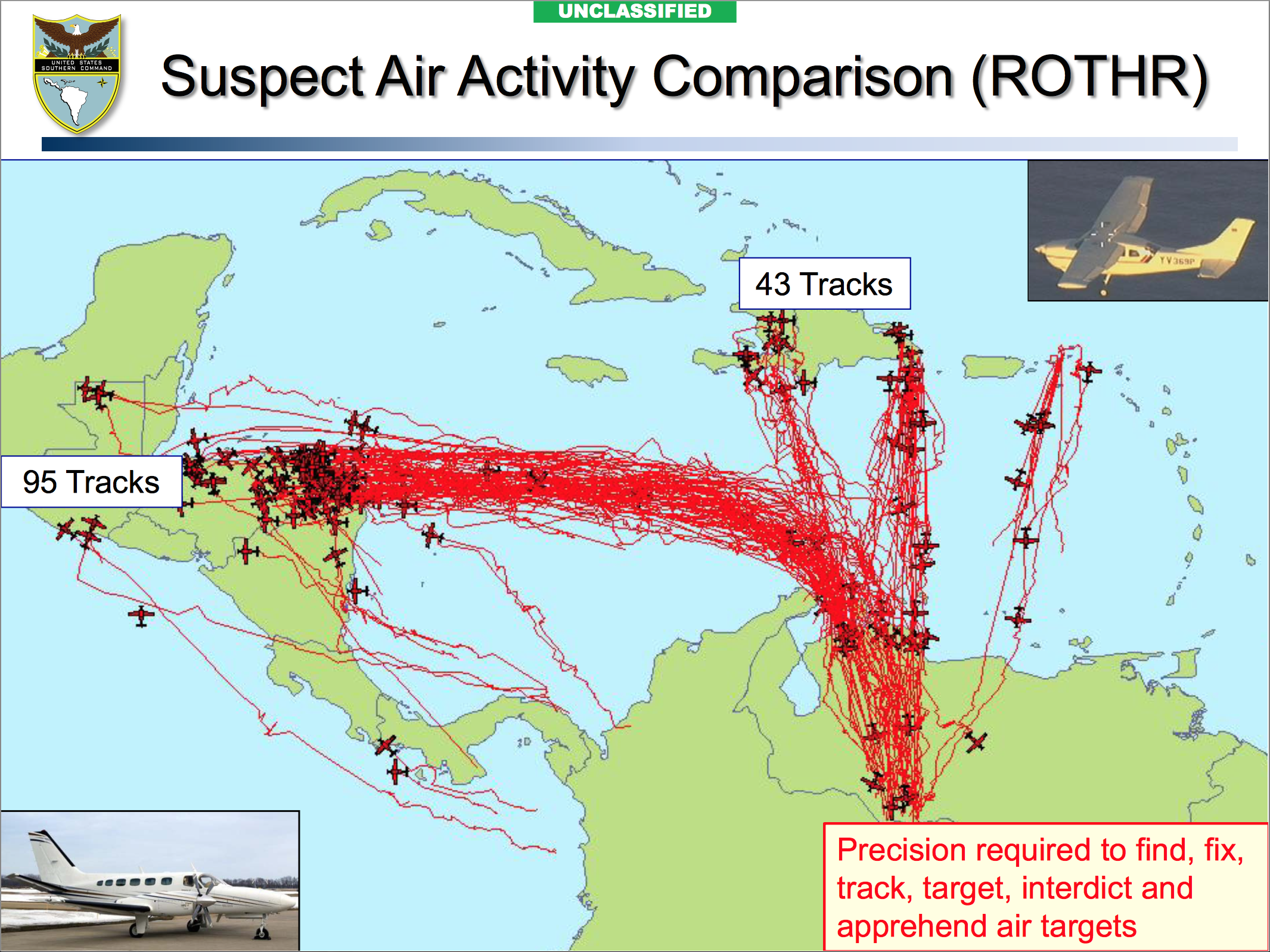
Actividad aérea de sospechosos de narcotráfico principalmente desde Venezuela rastreados por el Comando Sur de Estados Unidos mostrando varios vuelos de droga hacia Haití.

El narcotráfico en Venezuela se refiere al negocio de las drogas ilícitas de efectos psicotrópicos en Venezuela, la producción y distribución de estos productos, así como la evolución histórica de esta actividad económica. Venezuela es un país de importancia para las rutas de tráfico de drogas; la cocaína colombiana y otras drogas transitan por Venezuela hacia Estados Unidos y Europa. Venezuela ocupa el cuarto lugar del mundo en la cantidad de incautaciones de cocaína, después de Colombia, Estados Unidos, y Panamá.

## Historia

### Décadas de 1970 y 1980
A principios de la década de 1970, miembros del clan Cuntrera-Caruana de la Cosa nostra se trasladaron a Venezuela,  que se convirtió en un importante escondite, ya que el clan compró hoteles y fundó diversos negocios en Caracas y Valencia, así como una extensa hacienda en Barinas, cerca de la frontera con Colombia. Según la policía italiana: «Venezuela tiene su propia familia de la Cosa Nostra como si fuera territorio siciliano. La estructura y jerarquía de la mafia se ha reproducido íntegramente en Venezuela». El clan Cuntrera-Caruana tenía vínculos directos con la Comisión de la Mafia Siciliana, y eran conocidos como los «banqueros de la Cosa Nostra», debido a su capacidad para blanquear grandes cantidades de dinero de la mafia.
Pasquale, Paolo y Gaspare Cuntrera fueron expulsados de Venezuela en 1992, "sacados del país casi en secreto, como si se tratara de uno de sus propios cargamentos de droga. Era imperativo que no pudieran contactar con personas del exterior que pudieran haber utilizado sus conexiones políticas para impedir la expulsión ". Su expulsión fue ordenada por una comisión del Senado venezolano encabezada por el senador Cristóbal Fernández Dalo y su investigador de lavado de dinero, Thor Halvorssen Hellum. Fueron arrestados en septiembre de 1992 en el Aeropuerto de Roma-Fiumicino, y, en 1996, fueron condenados a entre 13 y 20 años de prisión.

### Década de 1990
En 1991 el exgobernador del Distrito Federal de Venezuela Adolfo Ramírez Torres fue detenido acusado de narcotráfico, el presidente Carlos Andrés Pérez admitió públicamente que Venezuela pasó de ser un país puente, a base de operaciones del narcotráfico. 
Desde finales de la década de los 90´s, en pleno fervor del proceso de paz en el Caguán, las FARC venían utilizando el territorio venezolano como trampolín para los envíos de droga a Europa y los Estados Unidos. El término del Cartel de los Soles habría sido utilizado por primera vez en 1993, durante el gobierno del presidente Carlos Andrés Pérez, cuando dos generales de la Guardia Nacional, Ramón Guillén Dávila, (jefe antidrogas) y su sucesor, Orlando Hernández Villegas, fueron investigados por tráfico de drogas y delitos conexos. Según el periodista Héctor Landaeta, el fenómeno empezó cuando el narcotráfico colombiano introdujo cocaína a Venezuela utilizando unidades militares corruptas, ubicadas en la zona de frontera con este país.
Como comandantes de brigada, cada uno llevaba un solo sol como insignia en sus hombros insignia que caracteriza a los Generales de Brigada, dando lugar al nombre “Cartel del Sol”. Más tarde, cuando se iniciaron las investigaciones, se determinó la participación de generales de división de la Guardia Nacional en delitos de narcotráfico, convirtiéndose de esta manera en el Cartel de los Soles, ya que los generales de división poseen dos soles como emblemas. En principio la actividad de las Fuerzas Armadas Venezolanas en torno al narcotráfico principalmente consistía en aceptar sobornos e ignorar el traslado de la mercancía de narcotraficantes. Los militares no tenían conexiones directas con proveedores y en gran parte no movían ni almacenaban cocaína ellos mismos. Desde entonces, el Cartel de los Soles se compone principalmente por altos oficiales militares que están estrechamente vinculados al crimen organizado internacional, participando en actividades criminales como narcotráfico, minería ilegal y contrabando de combustible.

### Década de 2000
El gobierno del presidente Hugo Chávez «expandió la corrupción a niveles sin precedentes», corrompiendo al Ministerio Público, al sistema judicial y a las fuerzas armadas, «donde habría llegado a salir el 90% de la producción de cocaína colombiana hacia Estados Unidos y a Europa», y a través del Plan Bolívar 2000, habría otorgado a militares millones de dólares para subsidiar programas sociales sin ningún control y que posteriormente desaparecieron. También habría otorgado inmunidad legal a oficiales implicados en narcotráfico para mantener el poder y su lealtad. Cuándo Chávez expulsó de Venezuela a la Administración para el Control de Drogas (DEA, por sus siglas en inglés) en 2005, Venezuela comenzó a ser una ruta más atractiva para el comercio internacional de drogas. De acuerdo a fuentes de inteligencia colombiana, un vigilante de drogas arrestado declaró que "personal con altos cargos en la seguridad del presidente Hugo Chávez se encargaban de arreglar el traslado de cargamentos de drogas en barcos que circulaban a través de rutas por Venezuela". También se ha alegado que la Guardia Nacional había trabajado con la guerrilla colombiana de las FARC en el tráfico de drogas. Oficiales británicos declararon que aviones de Colombia con drogas fueron custodiados desde bases de la Fuerza Armada Venezolana.
Durante la mitad de la primera década del año 2000, elementos de la Guardia Nacional y otras ramas del ejército se hicieron mucho más activos en el tráfico de drogas. Células dentro de las fuerzas de seguridad comenzaron a comprar, almacenar, transportar y vender cocaína, mientras que anteriormente su labor principal era extorsionar a los narcotraficantes que movían cargamentos de cocaína.
Tres acontecimientos significativos contribuyeron al auge del crimen organizado en Venezuela. En primer lugar, Colombia firmó el multimillonario Plan Colombia de seguridad con Estados Unidos, lo que permitió que las fuerzas de seguridad de Colombia presionaran a los grupos guerrilleros de las Fuerzas Armadas Revolucionarias de Colombia (FARC) y el Ejército de Liberación Nacional (ELN) como nunca antes. Esta presión militar obligó a los guerrilleros a mover sus operaciones a los estados fronterizos de Venezuela que eran poco vigilados. Luego, en 2002 ocurrieron dos hechos claves, uno tras otro. El primero fue el final del proceso de paz entre las FARC y el gobierno del presidente Andrés Pastrana, con lo cual la guerrilla perdió su enorme santuario cocalero en el sur de Colombia, viéndose obligada a buscar otros refugios. El segundo fue el intento de golpe de Estado que removió temporalmente al presidente Hugo Chávez del poder. Esto llevó a Chávez a centrar gran parte de su energía en la identificación y sanción de los golpistas, mientras lideraba otras intensas batallas políticas, como la huelga petrolera de 2002-2003. Las consecuencias del golpe llevaron al gobierno de Chávez a reforzar su círculo de confianza, lo cual también significó que muchas posiciones influyentes en el gobierno o las oportunidades lucrativas de contratos les fueron otorgadas a militares leales. Se dio la sensación de que el gobierno asumió una posición de régimen pretoriano, con militares retirados o en servicio ocupando cargos importantes en estamentos del Estado.
Chávez también estableció áreas de operaciones militares a lo largo de la frontera, invocando el temor a una invasión estadounidense desde la frontera con Colombia. Se cree que fue en ese momento cuando efectivos, tanto del ejército como de la Guardia Nacional, se corrompieron por el dinero del narcotráfico.
El Instituto para Estudios Estratégicos (IISS, en sus siglas en inglés) acusó al gobierno de Chávez de financiar la oficina de las FARC en Caracas otorgándole servicios de inteligencia. Diplomáticos venezolanos denunciaron las investigaciones realizadas por el IISS, afirmando que tuvieron "inexactitudes básicas". En 2007, las autoridades colombianas denunciaron que, a través de ordenadores portátiles que habían sido incautados durante una redada realizada contra Raúl Reyes, encontraron documentos que demuestran que Hugo Chávez ofreció pagos de más de $300 millones a las FARC para crear "lazos financieros y políticos respaldados durante años" y documentos que muestran a rebeldes de las Fuerzas Armadas Revolucionarias de Colombia solicitando asistencia venezolana para la adquisición de misiles tierra-aire, demostrando además que Chávez realizó encuentros personales con estos líderes rebeldes. Según Interpol, los archivos encontrados por las fuerzas colombianas fueron considerados como auténticos.
En 2008, el Departamento del Tesoro de Estados Unidos acusó a dos altos funcionarios del gobierno venezolano y un exfuncionario, de la prestación de asistencia material para las operaciones de tráfico de drogas llevadas a cabo por el grupo guerrillero FARC en Colombia. En ese mismo año, el Secretario General de la Organización de los Estados Americanos, José Miguel Insulza, testificó ante el Congreso de Estados Unidos que "no hay evidencias [sic]" de que Venezuela estuviera apoyando a "grupos terroristas", incluyendo a las FARC.

### Década de 2010
En marzo de 2012, la Asamblea Nacional de Venezuela retiró al juez del Tribunal Supremo Eladio Aponte Aponte de su cargo después de que una investigación revelara presuntos vínculos con el narcotráfico; el día en el que iba a ser juzgado Aponte Aponte huyó del país, y ha buscado refugio en los EE. UU., donde empezó a colaborar con la Administración de Control de Drogas (DEA) y el Departamento de Justicia. Aponte comenta que, mientras se desempeñaba como juez, se vio obligado a absolver a un comandante del ejército que tenía conexiones con un cargamento de dos toneladas métricas de cocaína. Aponte también afirmó que Henry Rangel, exministro de Defensa de Venezuela y el general Clíver Alcalá Cordones estaban del mismo modo involucrados con el tráfico de drogas en Venezuela. Oficiales venezolanos también habrían estado trabajando con carteles de drogas mexicanos.
En septiembre de 2013, un incidente con oficiales de la Guardia Nacional de Venezuela colocando 31 maletas que contenían 1,3 toneladas de cocaína en un vuelo a París de AirFrance sorprendió a las autoridades francesas. El 15 de febrero de 2014, un comandante de la guardia fue detenido mientras se dirigía a Valencia con su familia y fue arrestado por posesión de 554 kilos de cocaína.
El 11 de noviembre de 2015, agentes de la DEA arrestaron a dos sobrinos de Cilia Flores, esposa del presidente Nicolás Maduro. Los detenidos, Efraín Antonio Campo Flores y Francisco Flores de Freitas, fueron arrestados por fuerzas de seguridad de la Administración para el Control de Drogas (DEA) estadounidense el 10 de noviembre de 2015 en Puerto Príncipe, Haití, después de que estos hubiesen tratado de transportar 800 kilogramos de cocaína a los Estados Unidos. Un año más tarde, el 18 de noviembre de 2016, los dos sobrinos fueron encontrados culpables, con alegaciones de que el destino del efectivo era «ayudar a su familia a mantenerse en el poder».  Una fuente de la DEA declaró extraoficialmente que no hay forma alguna de que tal cantidad enorme de cocaína pasara a través de Venezuela sin niveles altos de corrupción en el gobierno.
En el mes de marzo de 2017 se presentó, ante el Comité de Relaciones Exteriores del Senado de EE. UU., un testimonio que confirmó las conexiones venezolanas con la industria del narcotráfico mundial. En ese momento, la experta del Consejo de Relaciones Exteriores (CFR), Shannon O'Neil, dijo que "en términos de seguridad, la voluntad de Venezuela de permitir a los narcotraficantes, redes de delincuencia organizada, terroristas potenciales y otros actores nefastos dentro de sus fronteras, afecta también a la seguridad nacional de los Estados Unidos". Los informes elaborados por CFR muestran que las bandas criminales de Colombia (BACRIM), las disidencias de las Fuerzas Armadas Revolucionarias de Colombia (FARC) que no aceptaron los Acuerdos de La Habana y el Ejército de Liberación Nacional (ELN) operan en el país, al igual que los cárteles de Sinaloa y Los Zetas de México; este último, desaparecido en 2018 pero con una facción sobreviviente llamada "Cartel del Noreste". Sin duda alguna, dijo O'Neil "Venezuela se ha convertido en la ruta preferida de contrabando de drogas en Sudamérica, pues es la vía que usan los narcotraficantes para traer la cocaína a los Estados Unidos, a través de América Central y el Caribe Oriental, y a Europa, a través de África Occidental. Por otro lado, el informe anual del Departamento de Estado sobre estrategia para el control de narcótico dice que Venezuela se ha convertido en el centro de distribución más importante para el tráfico de drogas en las Américas. Expertos han señalado que se ha establecido que más de 200 toneladas de cocaína pasan por el país sudamericano cada año, lo cual representa el 40 por ciento del consumo mundial.

## Vínculos del gobierno

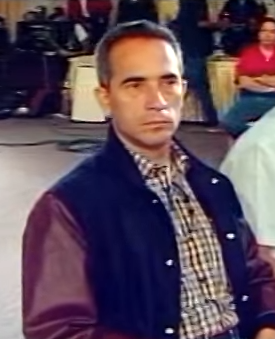
Freddy Bernal

Las evidencias recogidas por las agencias federales norteamericanas revelan que existen vínculos del gobierno venezolano con el narcotráfico.
En 2011, la Oficina de Control de Activos Extranjeros (OFAC) del Departamento del Tesoro de Estados Unidos incluyó a Freddy Bernal en lista de personas vinculadas al tráfico de drogas, por coordinar la seguridad de la entonces guerrilla de las FARC cuando se encontraban en territorio venezolano. Según el gobierno de Estados Unidos, Bernal y su mano derecha, Amílcar de Jesús Figueroa, ayudaron a organizar grupos armados en Venezuela conocidos como colectivos, conformados por civiles que actúan como grupos de apoyo al gobierno paralelo a las Fuerzas Armadas Bolivarianas, así como de gestionar la asesoría de la exguerrilla de las FARC para proveer entrenamiento a estos grupos en manejo de armas y explosivos.
Los sobrinos de la pareja presidencial venezolana, Efraín Antonio Campo Flores y Franqui Francisco Flores de Freitas, fueron ambos declarados culpables por un jurado en Nueva York, de conspirar para traficar 800 kilos de cocaína de alta pureza desde Venezuela a los Estados Unidos, vía Honduras.
Asimismo, el general Néstor Reverol, actual ministro de Interior y Justicia de Venezuela y exjefe de la Oficina Nacional Antidrogas (ONA) de la nación suramericana, fue acusado en Estados Unidos en agosto de 2016 por cargos de tráfico de cocaína, junto con el exsubdirector del mismo ente, Edilberto Molina Molina.
La lista de funcionarios implicados en el narcotráfico incluye otro exministro de Interior y Justicia, dos altos oficiales de inteligencia y uno de rango medio que actualmente es juzgado en los tribunales norteamericanos, un piloto que fue militar y servía a la primera dama de Venezuela, Cilia Flores, y otros que tuvieron vinculaciones con los gobiernos de Hugo Chávez y Nicolás Maduro.
Pero a juicio del gobierno de Estados Unidos, las implicaciones de Venezuela con el crimen organizado no se limitan únicamente al tráfico de cocaína y a la violencia que se genera y cobra vidas en la frontera sur, sino que el caso del incremento del narcotráfico en el país, bajo la tutela de Nicolás Maduro, incluye una enorme actividad de lavado de dinero de origen ilícito, que compromete la integridad del sistema financiero estadounidense.

## Falta de autoridad estatal
En las cárceles de Venezuela, existen informes de que hay presidiarios que tienen fácil acceso a armas de fuego, drogas y alcohol.

## Operaciones contra el narcotráfico
La Oficina Nacional Antidrogas (ONA) es el ente encargado de luchar contra el narcotráfico en Venezuela y es un organismo dependiente del Estado Venezolano y adscrito al Ministerio del Poder Popular para Relaciones Interiores, Justicia y Paz. El 13 de mayo de 2013, el presidente Nicolás Maduro inició el Plan Patria Segura, comentando en cadena nacional "hemos decidido luchar para construir una patria segura".
El plan, creado por Miguel Rodríguez Torres, incluyó el despliegue de 37.000 efectivos en todo el país. El objetivo del Plan Patria Segura era desarmar, prevenir el crimen organizado y contra las drogas. Los medios implantados para llevar a cabo estas tareas fueron: vigilancia, control de documentos, puestos de verificación y asesoramiento a las comunidades.
Algunos han criticado el Plan Patria Segura llamándolo un fracaso, debido a que el crimen siguió aumentando tras su aplicación. Días después de la sustitución del creador del plan Miguel Rodríguez Torres por Carmen Meléndez como Ministro del Poder Popular para el Interior, Justicia y Paz, Meléndez anunció que el gobierno venezolano lanzaría el Plan Patria Segura por segunda vez.